# Kabinet-Scheidemann

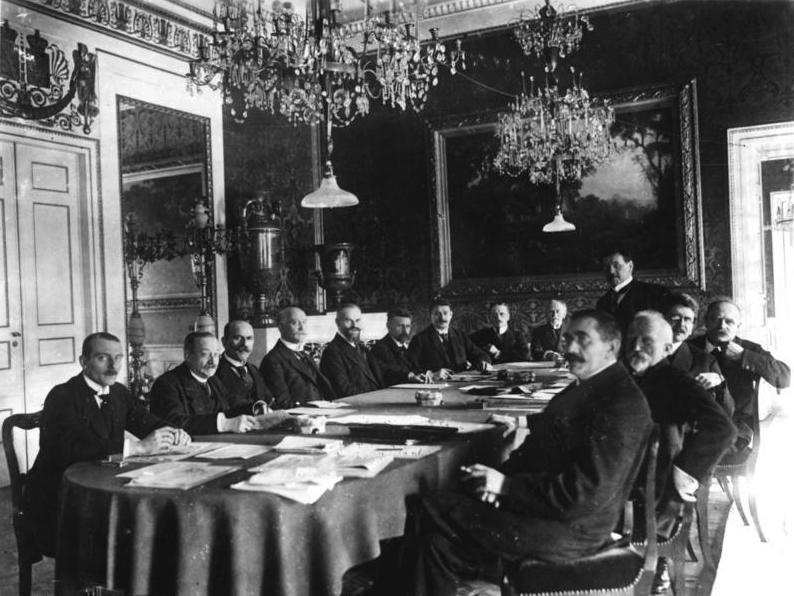
Eerste vergadering van het kabinet-Scheidemann op 13 februari 1919 in Weimar

Het Kabinet-Scheidemann regeerde in de Weimarrepubliek van 13 februari 1919 tot 20 juni 1919. Het was de eerste democratische verkozen Reichsregierung van het Duitse Rijk. Hoewel de Grondwet van Weimar nog niet in werking was, wordt het algemeen beschouwd als de eerste regering van de Weimarrepubliek. Ze bestond uit de Weimarcoalitie van centrumlinkse partijen. Ministerpräsident Philipp Scheidemann nam ontslag als protest tegen het Verdrag van Versailles. Zijn regering werd opgevolgd door kabinet-Bauer.

## Samenstelling

### Oorspronkelijk
| Minister                                  | Naam                              | Partij | Partij     |
| ----------------------------------------- | --------------------------------- | ------ | ---------- |
| Minister-president                        | Philipp Scheidemann               |        | SPD        |
| Plaatsvervanger van de minister-president | Dr. Eugen Schiffer                |        | DDP        |
| Buitenlandse Zaken                        | Dr. Ulrich von Brockdorff-Rantzau |        | partijloos |
| Binnenlandse Zaken                        | Dr. Hugo Preuß                    |        | DDP        |
| Justitie                                  | Dr. Otto Landsberg                |        | SPD        |
| Financiën                                 | Dr. Eugen Schiffer                |        | DDP        |
| Economische Zaken                         | Rudolf Wissell                    |        | SPD        |
| Voeding                                   | Robert Schmidt                    |        | SPD        |
| Arbeid                                    | Gustav Bauer                      |        | SPD        |
| Defensie                                  | Gustav Noske                      |        | SPD        |
| Verkeer                                   | Dr. Johannes Bell                 |        | Zentrum    |
| Post                                      | Johannes Giesberts                |        | Zentrum    |
| Koloniën                                  | Dr. Johannes Bell                 |        | Zentrum    |
| Rijksminister zonder portefeuille         | Dr. Eduard David                  |        | SPD        |
| Rijksminister zonder portefeuille         | Matthias Erzberger                |        | Zentrum    |
| Rijksminister zonder portefeuille         | Dr. Georg Gothein                 |        | DDP        |

### Herschikkingen
- Op 21 maart 1919 krijgt Georg Gothein de bevoegdheid Schatkist.
- Op 19 april 1919 treedt Eugen Schiffer zowel af als plaatsvervanger van de minister-president als minister van Financiën. Hij wordt op 30 april 1919 vervangen door Bernhard Dernburg (DDP).